# Radinovići (Visoko)
Pour les articles homonymes, voir Radinovići.
Radinovići (en cyrillique : Радиновићи) est un village de Bosnie-Herzégovine. Il est situé dans la municipalité de Visoko, dans le canton de Zenica-Doboj et dans la fédération de Bosnie-et-Herzégovine. Selon les premiers résultats du recensement bosnien de 2013, il compte 490 habitants.

## Géographie
Le village est situé au bord de la rivière Bosna, un affluent de la Save.

## Histoire
Sur le territoire du village se trouve le site archéologique d'Okolište, qui conserve les vestiges d'un village remontant au Néolithique ; les objets mis au jour sont caractéristiques de la culture de Butmir (entre 5 100 et 4 500 av. J.-C.) ; le site est inscrit sur la liste des monuments nationaux de Bosnie-Herzégovine.

## Démographie

### Évolution historique de la population dans la localité
| 1948 | 1953 | 1961 | 1971 | 1981 | 1991 | 2013 |
| ---- | ---- | ---- | ---- | ---- | ---- | ---- |
| -    | -    | 160  | 251  | 322  | 461  | 490  |

|  |